# سیارک ۶۴۹۶
سیارک ۶۴۹۶ (به انگلیسی: 6496 Kazuko، نامگذاری:1992UG2) شش هزار و چهارصد و نود و ششمین سیارک کشف شده‌است که در ۱۹ اکتبر ۱۹۹۲ کشف شد.
قدر مطلق سیارک برابر ۱۳٫۱۰ است.